# Zwartbuikmiersluiper
De zwartbuikmiersluiper (Formicivora melanogaster) is een zangvogel uit de familie Thamnophilidae (miervogels).

## Verspreiding en leefgebied
Deze soort komt voor in centraal Zuid-Amerika en het oosten van Brazilië. Er zijn twee ondersoorten:
- F. m. melanogaster: oostelijk Bolivia en van noordelijk Paraguay tot centraal Brazilië.
- F. m. bahiae: oostelijk Brazilië.

## Status
De grootte van de populatie is niet gekwantificeerd maar de soort wordt omschreven als vrij algemeen. Op de Rode lijst van de IUCN heeft deze soort de status niet bedreigd.